# Tubo de Nessler

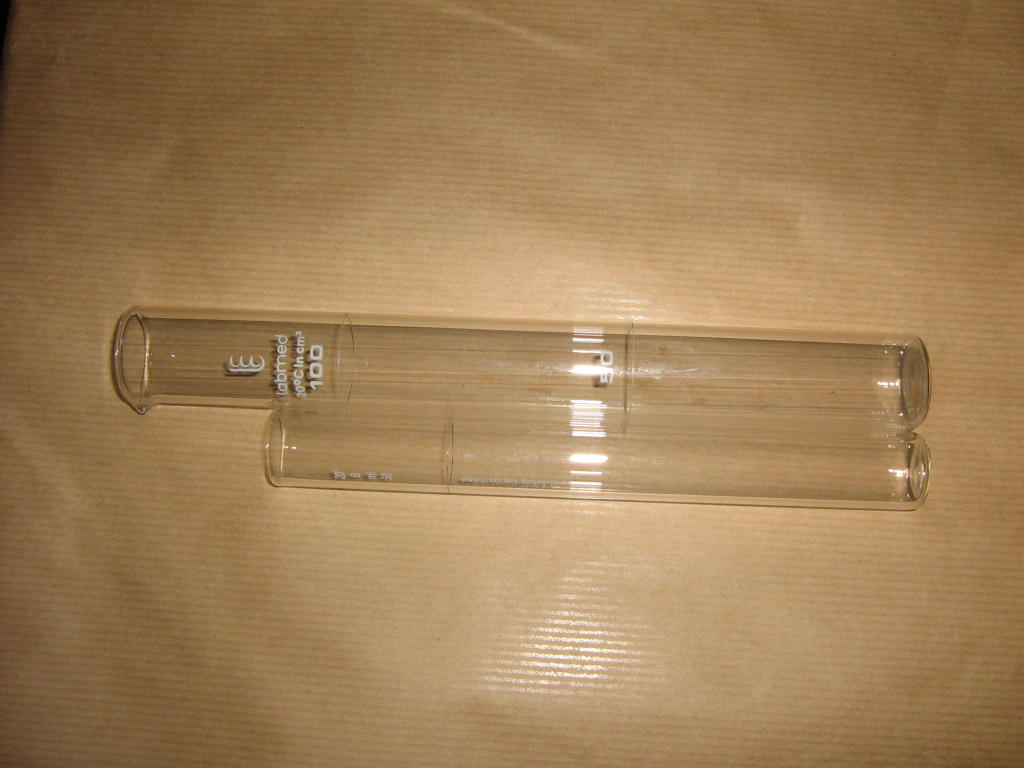
Tubos de Nessler de 100 y 50 ml de volumen de enrase

Un tubo de Nessler es un tubo de laboratorio de forma cilíndrica, de fondo plano, con un volumen normalizado y con un pico que facilita el vertido del contenido. En las paredes hay una marca del volumen nominal de derrame total (generalmente 100 ml) y, habitualmente, una marca en mitad del tubo (50 ml) y sin otro tipo de graduación. El volumen total puede ser también de 50 ml. 
Los tubos de Nessler se utilizan para el análisis colorimétrico. El color de la sustancia contenida en un tubo de Nessler puede compararse de forma visual con patrones de concentración conocida. Los tubos se utilizan con frecuencia para llevar a cabo una serie de soluciones de calibración de concentraciones crecientes, que funciona como una escala comparativa de colores. Para minimizar las diferencias en la impresión subjetiva del color de la solución de la sustancia a analizar, los tubos de una serie deben tener las mismas características. La observación puede realizarse perpendicularmente al eje del cilindro (disoluciones muy coloreadas) o verticalmente, en la dirección del eje de rotación, si las disoluciones son poco coloreadas.  En la actualidad, debido a la propagación de espectrofotómetros automatizados, los colorimétricos de ensayo con la evaluación visual con tubos de Nessler son de uso limitado salvo algunos análisis colorimétricos de rutina en los que no se requiere una gran exactitud, como algunos análisis de aguas de piscina, suelos, determinación de pH, … La American Public Health Association menciona específicamente el tubo de 50 ml en los métodos normalizados para el examen del agua y de las aguas residuales. Los tubos se fabrican con vidrio de borosilicato 3.3, conforme a los requisitos USP Tipo I y ASTM E438, Tipo I Clase A. También tienen utilidad como tubos de ensayo o recipientes de reacción.
Los tubos de Nessler deben a su nombre al químico alemán Julius Nessler o Julius Neßler (1827-1905) que los diseñó para el análisis colorimétrico del amoniaco mediante el conocido ensayo de Nessler.